# 水蠅總科
水蠅總科（學名：Ephydroidea）是家蠅下目無瓣類之下的一個雙翅目昆蟲的總科。

## 分類
水蠅總科由下列五個科組成：
- Camillidae
- Curtonotidae
- Diastatidae
- 水蠅科 Ephydridae
- 果蝇科

## 外部連結
- 維基物種上的相關：水蠅總科